# Terroranschläge im Vereinigten Königreich im Sommer 2007
Ende Juni 2007 konnten Terroranschläge mit Autobomben in der britischen Hauptstadt London vereitelt werden. In Schottland schlug ein Anschlag auf den Flughafen Glasgow fehl, bei dem einer der Attentäter getötet und fünf Passanten verletzt wurden.

## Autobomben in London
Die britische Polizei konnte am 29. Juni 2007 einen Doppelanschlag mit Autobomben in London vereiteln.

### Erste Autobombe am Tiger Tiger
Um 1:00 Uhr morgens wurde die Polizei alarmiert, als aus einem in der Nähe von Piccadilly Circus abgestellten Wagen verdächtiger Rauch austrat. In dem vor dem Nachtclub Tiger Tiger in der Straße Haymarket geparkten Auto entdeckten die Beamten mehrere Gasflaschen, Benzin und Nägel. Daneben lag ein als Zünder präpariertes Handy.

### Zweite Autobombe am Hyde Park
Um 15:00 Uhr sperrte die Polizei die Park Lane nahe dem Hyde Park wegen eines zweiten verdächtigen Wagens ab. Dieses Fahrzeug wurde kurz zuvor wegen Parkens im Halteverbot in der Nähe von Haymarket abgeschleppt. Da aus dem Auto Gas entwich, untersuchte die Polizei mit Hilfe eines Roboters auch dieses Fahrzeug und gegen 22:00 Uhr bestätigte Scotland Yard, dass es sich auch hierbei um eine Bombe handele.
Beide Autos waren Mercedes-Limousinen, die mit Gasflaschen, Benzin und auf dem Boden verteilten Nägeln bestückt waren. Die als Zünder gedachten Handys wurden jeweils zweimal angerufen, nachdem diese aber bereits von den Bomben getrennt waren. Zudem verhinderten technische Probleme bei der Fernzündung per Mobiltelefon die Explosionen.

## Anschlag auf den Flughafen Glasgow
Am 30. Juni 2007 versuchten zwei Terroristen mit einem brennenden Geländewagen in den Hauptterminal des Glasgow International Airport zu fahren. Der Fahrer fing Feuer und wurde mit schweren Verbrennungen in ein Krankenhaus eingeliefert, in dem er rund einen Monat später verstarb. Neben dem Attentäter wurden fünf Passanten mit Verletzungen in örtliche Krankenhäuser eingeliefert. Der Flughafen wurde evakuiert und alle Flüge gestrichen.

## Reaktionen auf die versuchten Terroranschläge
Nach den vereitelten Anschlägen in London und dem Anschlag in Glasgow wurden im Verlauf des Wochenendes immer wieder Straßen wegen verdächtiger Pakete und Fahrzeuge abgesperrt. Nahe dem Royal Alexandra Hospital in der nahe Glasgow gelegenen Stadt Paisley wurden zudem am Montag, den 2. Juli 2007, zwei Fahrzeuge von der Polizei kontrolliert zur Explosion gebracht. Auch der Flughafen von Liverpool war kurzzeitig evakuiert worden. In allen Fällen handelte es sich aber um Fehlalarme.
Am Abend des 30. Juni 2007 hat die britische Regierung die höchste Terrorwarnstufe kritisch ausgerufen. Die Sicherheitsmaßnahmen an allen britischen Flughäfen und Bahnhöfen wurden daraufhin verstärkt. Auch die USA haben, aufgrund der Vorkommnisse in England und Schottland, ihre Sicherheitsvorkehrungen an einigen Flughäfen verschärft.
Laut Polizei gibt es einen klaren Zusammenhang zwischen den vereitelten Terroranschlägen in London und dem Anschlag in Glasgow: Die Terroristen, die für den versuchten Anschlag in Glasgow verantwortlich sind, zeichnen auch für die vereitelten Autobombenanschläge in London verantwortlich. In allen drei Fahrzeugen befanden sich entzündliche Materialien sowie Gasflaschen. Der britische Premierminister Gordon Brown geht davon aus, dass hinter den Taten die al-Qaida oder eine verwandte Organisation steckt.

## Hintergründe
Bereits zwei Wochen vor den vereitelten Anschlägen in der britischen Hauptstadt wurden Londoner Nachtclubs, von Seiten der Behörden, vor möglichen Autobombenanschlägen gewarnt. Nach unbestätigten Medienberichten tauchte vor den Anschlagsversuchen in dem Internet-Diskussionsforum El Hesbah folgende Meldung auf: „Heute sage ich: Freut Euch, bei Allah, London soll bombardiert werden.“ Ein Mann namens Abu Osama al-Hazeen gilt laut The Times und dem US-Sender CBS als Urheber der Mitteilung. In der Meldung wird auch auf die Empörung unter Muslimen wegen des Ritterschlags des Autors Salman Rushdie eingegangen.

## Festnahme von Verdächtigen und Gerichtsverfahren
Neben den beiden Glasgow-Attentätern Kafeel Ahmed und Bilal Abdullah wurden weitere sechs Verdächtige festgenommen. Bei drei der Verdächtigen handelt es sich um Ärzte. Sabeel Ahmed, der Bruder des getöteten Attentäters Kafeel, wurde gut acht Monate nach den vereitelten Anschlägen zu 18 Monaten Haft verurteilt. Nach Justizangaben enthielt der aus dem indischen Bangalore stammende und im Nordwesten Englands arbeitende Arzt der Polizei wichtige Informationen vor. Im Dezember 2008 wurde der Iraker Bilal Abdullah zu einer zweifachen lebenslangen Freiheitsstrafe verurteilt; wegen Verschwörung zu den Anschlägen vom Juni 2007 muss der Arzt, den der Richter einen religiösen Extremisten und Fanatiker nannte, für mindestens 32 Jahre in Haft.